# Lex Bohlmeijer
Pieter Alexander (Lex) Bohlmeijer (Oost-Souburg, 2 mei 1959) is een Nederlands radio- en televisiepresentator.
Hij heeft gymnasium-alpha gedaan en daarna zijn doctoraal algemene literatuurwetenschap behaald aan de Rijksuniversiteit Leiden.
Bohlmeijer is van 1985 tot 1989 als danser verbonden geweest aan het dansgezelschap L'Esquisse te Parijs. Vanaf 1995 houdt hij zich meer bezig met het schrijven of bewerken van toneelstukken. Ook het regisseren hiervan heeft zijn interesse. Daarnaast heeft hij het libretto voor de opera Everest '96 geschreven.
Vanaf 1988 presenteerde hij voor de NCRV-radio onder andere:
- A-vier
- Schuim en as
- Literama
- Tussen droom en daad
- Amoroso
- Casa Luna

Voor De Correspondent maakt hij sinds 2014 de podcast Goede gesprekken, waarvoor hij meer dan 300 interviews heeft gehouden.
Anno 2020 presenteert hij de lopende radioprogramma's op NPO radio 4 in de zendtijd van de KRO-NCRV:
- Te Deum Laudamus
- Woord op zondag
- Passaggio (late night)
- Diskotabel op zondag (van 2014 tot 2024)

Voor televisie:
- C-majeur